# Barnegat (LV-79)
Pour les articles homonymes, voir Barnegat.
Le bateau-phare de l'United States Coast Guard Barnegat (LV-79/WAL-506), est amarré à Camden, dans le comté de Camden, au New Jersey en tant que navire-musée. Il a été construit en 1904 et a été ajouté au Registre national des lieux historiques le 29 novembre 1979.

## Historique
Barnegat  a été construit en 1904 par la New York Shipbuilding Corporation à Camden. Le navire a servi de 1904 à 1924 comme Five Fathom Bank light station (en), situé à 15 milles (24 km) du phare de Cape May. Le navire a ensuite servi de relève pour les deux années suivantes. En 1927, le navire a été affecté à la station du phare de Barnegat. En 1942, le navire a été retiré de la station Barnegat pour servir de navire d’examen à Edgemoor, au Delaware. Barnegat inspectait tous les navires entrant dans la rivière Delaware jusqu’en 1945. Le navire retourne à la station Barnegat, où il sert jusqu’à ce qu’il soit mis hors service le 3 mars 1967.

## Préservation
Barnegat a ensuite été donné au Chesapeake Bay Maritime Museum de Saint Michaels, au Maryland. Le musée a été incapable de suivre l’entretien du navire et a vendu le navire à la  Heritage Ship Guild en 1970 pour être exposé à Penn's Landing au Center City de Philadelphie. 
Maintenant, Barnegat est amarré au Pyne Poynt Marina à Camden. Les tentatives d’entretien et de réparation ont été infructueuses et le navire est considéré comme menacé de perte en raison de la détérioration. 
Au début de 2020, la Barnegat Light Historical Society  a acheté et retiré la cloche du navire du pont dans l’espoir de la restaurer et de l’afficher quelque part à proximité du bateau-phare. En juin 2020, la cloche restaurée a été dévoilée et exposée de façon permanente au parc du pavillon de la baie de la septième rue, au bateau-phare Barnegat